# Chagrins d'amour
Pour les articles homonymes, voir Chagrin d'amour et Smilin' Through.
Pour plus de détails, voir Fiche technique et Distribution.
Chagrins d'amour (Smilin' Through) est un film américain réalisé par Frank Borzage, sorti en 1941.

## Fiche technique
- Titre original : Smilin' Through
- Titre français : Chagrins d'amour / Chagrin d'amour
- Réalisation : Frank Borzage
- Scénario : Donald Ogden Stewart et John L. Balderston d'après la pièce de Jane Cowl et Jane Murfin
- Musique : Herbert Stothart (non crédité)
- Photographie : Leonard Smith et Oliver T. Marsh
- Montage : Frank Sullivan
- Direction artistique : Cedric Gibbons
- Costumes : Adrian, Gile Steele
- Décors : Edwin B. Willis
- Production : Frank Borzage, Victor Saville pour Metro-Goldwyn-Mayer
- Format : Noir et blanc
- Genre : Film musical, Film de guerre, Fantasy, Romance
- Durée : 100 minutes
- Dates de sortie : 
  - États-Unis : octobre 1941
  - France : 22 octobre 1997

## Distribution
- Jeanette MacDonald : Kathleen / Moonyean Clare
- Brian Aherne : Sir John Carteret
- Gene Raymond : Kenneth 'Ken' Wayne / Jeremy 'Jerry' Wayne
- Ian Hunter : Révérend Owen Harding
- Frances Robinson : Ellen, gouvernante de John
- Patrick O'Moore : Willie Ainley
- Eric Lonsdale : Charles, collaborateur de Kenneth
- Jackie Horner : Kathleen enfant
- David Clyde : Sexton
- Frances Carson : Lady Denham, douairière
- Ruth Rickaby : Une femme avec Lady Denham
- Wyndham Standing (non crédité) : Le docteur